# Four Seasons Private Residences
 (mai 2023).
Si vous disposez d'ouvrages ou d'articles de référence ou si vous connaissez des sites web de qualité traitant du thème abordé ici, merci de compléter l'article en donnant les références utiles à sa vérifiabilité et en les liant à la section « Notes et références ».
Les Four Seasons Private Residences sont deux gratte-ciel de 204 et 110 mètres construits en 2012 à Toronto au Canada.